# Zainab bint Mohammed
Zainab bint Mohammed ((ar)  زينب بنت محمد) (ook Zayneb, Zeynep) zou een van de dochters van Mohammed en Khadija zijn geweest. De meeste soennieten accepteren deze lezing; de meeste sjiïeten betwijfelen of Mohammed en Khadija buiten Fatima nog andere kinderen hebben gehad. De naam Zainab was oorspronkelijk overigens de naam van een soort boom met geurige bloesem die in de woestijn groeit.

## Huwelijk en kinderen
Zainab was getrouwd met haar neef van moederszijde Aboe al-'Aas ibn al-Rabee; ze kreeg vóórdat deze zich tot de islam bekeerde twee kinderen van hem: Ali en Oemamah.

## Na deHidjra
Toen Mohammed Mekka voor Medina verliet kon Zaynab het niet over haar hart verkrijgen haar echtgenoot (die geen moslim was) achter te laten en werd hier pas jaren later, onder andere omstandigheden, toe gedwongen. Mohammed heeft ze niet automatisch gescheiden.

## Bron
1. ↑  Gearchiveerde kopie. Gearchiveerd op 2 april 2018. Geraadpleegd op 28 oktober 2010.